# كيم إيون-غونج
كيم إيون-غونج (الكورية: 김은중) هو لاعب كرة قدم كوري جنوبي، ولد في 8 أبريل 1979 في سول في كوريا الجنوبية. شارك مع منتخب كوريا الجنوبية تحت 20 سنة لكرة القدم ومنتخب كوريا الجنوبية تحت 23 سنة لكرة القدم ومنتخب كوريا الجنوبية لكرة القدم. أما مع النوادي، فقد لعب مع بوهانغ ستيلرز وجيجو يونايتد وفيغالتا سنداي ونادي سول ونادي غوانغجو آر أند إف.

## وصلات خارجية
- كيم إيون-غونج على موقع الاتحاد الدولي (مؤرشف)  (الإنجليزية)
- كيم إيون-غونج على موقع رابطة كرة القدم اليابانية للمحترفين (اليابانية)
- كيم إيون-غونج على موقع دوري كوريا الجنوبية (الإنجليزية)
- كيم إيون-غونج على موقع قاعدة بيانات كرة القدم.إي يو (الإنجليزية)
- كيم إيون-غونج على موقع ناشيونال فوتبول تيمز (الإنجليزية)
- كيم إيون-غونج على موقع Soccerway.com (الإنجليزية)